# مگومی ایگاراشی
مگومی ایگاراشی (Igarashi Megumi ،五十嵐恵، زاده ۱۹۷۲) با نام مستعار روکودناشیکو (ろくでなし子)، مجسمه‌ساز ژاپنی و هنرمند مانگا است. او آثاری را با الهام از اندام تناسلی زنانه خلق می‌کند که بیشتر از فرج خودش الگوبرداری می‌شوند. روکودناشیکو وظیفه خود می‌داند که اندام تناسلی زنانه را به عنوان بخشی از بدن زنان بازآفرینی کرده و آنها را در جامعه تحت سلطه مردان ژاپن آشکارسازی نماید، جایی که او معتقد است که این اندام در مقایسه با نمادهای فالیک (که بازنمایی آلت مردانه‌اند) بیش از حد معمول پنهان نگه داشته شده و به‌عنوان تابو و وقاحت به حاشیه رانده شده‌اند.
به نظر او، برخلاف آلت تناسلی مردان که بخشی از فرهنگ عوام در جامعه ژاپن در نظر گرفته می‌شود، آلت جنسی زنان در چارچوب مطالب هرز قرار می‌گیرد.
به این ترتیب، هنرمند از طریق بازنمایی بدن خود برای آفرینش انواع مختلفی از مانکو (در زبان عامیانه ژاپنی: مهبل)، بر بازگشت به تجربه در هنر و مانگا تأکید می‌کند. روکودناشیکو را نماد بین‌المللی «مثبت‌اندیشی مانکو» نامیده‌اند.

## بازداشت به اتهام هرزه‌نگاری
مگومی ایگاراشی در ژوئیهٔ ۲۰۱۴ پس از خلق یک کایاک به شکل مهبل و انتشار اطلاعاتی در مورد مدلی سه‌بعدی آلتش بازداشت شد. او پس از ساخت مدلی سه‌بعدی از آلت خود، با بهره‌گیری از پرینتر سه‌بعدی، این قایق تک‌نفره را ساخت. ایگاراشی برای اجرای پروژه‌اش از افراد داوطلب کمک مالی دریافت کرد و بعد از اجرای آن، اطلاعاتی را در اختیارشان گذاشت که به آنها امکان می‌داد کایاک‌های خودشان را به شکل مهبل این هنرمند بسازند. 
بازداشت او، در رسانه‌های ژاپنی بازتاب زیادی داشت و باعث شد بحث‌های گسترده‌ای درباره قوانین مربوط به منع مطالب وقیح و هرزه‌نگاری در آن کشور مطرح شود. او هدف خود از این کار را «عام‌تر و عادی‌تر» ساختن مفهوم آلت زنانه توصیف کرد. ایگاراشی اتهامات پلیس علیه خود را نپذیرفت و این اطلاعات را هرزه‌نگاری ندانست. 
این هنرمند گفته بود که از دیدگاه خودش، مهبل او چیزی مانند بازوها و پاهایش است و چیز هرزه‌ای نیست. او در گفتگو با شبکه خبری سی‌ان‌ان با بیان این که آلت تناسلی، برای شمار زیادی از زنان، از جمله خود من، زشت و ناهنجار نیست و باور ندارد کار او مانند پورنوگرافی که در قالب‌های گوناگون (به‌ویژه انیمه و مانگا) در ژاپن دیده می‌شود، تحریک‌کننده باشد.

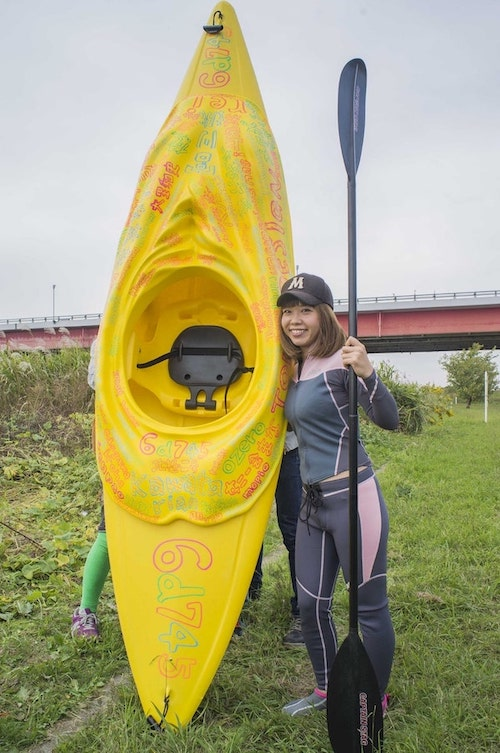
ایگاراشی در کنار مجسمه «مانکو کایاک» اثر خودش

در پی آن، دادگاهی در ژاپن حکم داد که الهام گرفتن یک هنرمند از شکل مهبل برای ساخت کایاک، در واقع شکلی از «هنر عامه» است؛ با این حال، تصویر سه بعدی که طرفداران این گونه هنر را قادر می‌سازد قایق‎‌های مهبلی را در ابعاد بزرگتر بسازند، در این طبقه‌بندی نمی‌گنجد. این دادگاه ایگاراشی را از اتهام هرزگی تبرئه کرد، اما او را به خاطر ارائه الکترونیکی اطلاعاتی که به دیگران توانایی ساخت کایاک‌هایی به شکل واژن می‌دهد، ۴۰۰ هزار ین جریمه کرد.

## تحصیلات و حرفه در آغاز راه
روکودناشیکو در دانشگاه کوکوگاکواین در توکیو فلسفه خوانده است. او پس از فارغ‌التحصیلی، در صنعت مانگا آغاز به کار کرد و در سال ۱۹۹۸ جایزه بهترین هنرمند جدید را از انتشارات کودانشا دریافت کرد. به‌رغم این دستاورد، او از وابستگی این صنعت به مخاطب‌سنجی و سلیقه خوانندگان ناراضی بود و در نهایت توانست به انتشاراتی که در ژانر «گزارش تجربی» یا «مانگای واقعیت» فعالیت می‌کرد پیوسته و به کاری که در آن تخصص داشت مشغول شود. این هنرمند توضیح داده است که این کار، اساس آثار هنری مجسمه‌سازی او را شکل داده است، چرا که این ژانر بر تجربه زندگی به عنوان منبع مانگا تکیه دارد و از صدای اول شخص برای به تصویر کشیدن ماجراهای واقعی از دید نویسنده بهره می‌گیرد. روکودناشیکو کار خود را به معنای واقعی کلمه، به‌کارگیری تجربیات واقعی در مانگا توصیف کرده است.

## زندگی شخصی
روکودناشیکو در اکتبر ۲۰۱۶، با مایک اسکات خواننده و نوازنده اسکاتلندی ازدواج کرد. پسر آنها در ۲ فوریه ۲۰۱۷ به دنیا آمد.